# Lliga de Dramaturgs Esquerrans
La Lliga de Dramaturgs Esquerrans (xinès tradicional: 中國左翼戲劇家聯盟, xinès simplificat: 中国左翼戏剧家联盟, pinyin: Zhōngguó Zuǒyì Jùjiā Liánméng), abreujat habitualment com a Julian (xinès tradicional: 劇聯, xinès simplificat: 剧联, pinyin: Jùlián), va ser una organització de persones vinculades a les arts escèniques formada a Xangai a finals del 1930 o principis del 1931, inspirada en la Lliga d'Escriptors Esquerrans. Formava part de la Lliga General de Cercles Culturals Esquerrans, juntament amb altres moviments anàlegs.